# Adelphobates castaneoticus
Adelphobates castaneoticus (лат.) — вид земноводных семейства древолазов.

## Описание
Окраска тела глянцево-чёрная с белыми или желтоватыми пятнами на спине, которые у некоторых особей образуют частую линию. На плече и выше и ниже коленного сустава есть ярко-оранжевые или жёлтые пятна, которые могут смутить хищника, когда амфибия находится в движении. Когда она находится в покое, пятна на задней конечности кажутся одним больши́м пятном. Ещё одно пятно расположено на нижней стороне голени, но видно только с брюшной стороны. Длина тела 18—23 мм. Самки обычно крупнее самцов.

## Образ жизни
Ведут дневной образ жизни, питаются в основном муравьями, термитами и другими мелкими насекомыми, редко поднимаются высоко над землёй.

## Размножение
Самка обычно откладывает 5—6 яиц (до 12), о которых заботятся самцы. Когда головастики вылупляются, они переносятся поодиночке в мини-водоёмы в дуплах деревьев, пустой скорлупе бразильского ореха и прочем мусоре. Головастики крупные и агрессивные и пожирают любых насекомых, головастиков и растительный материал подходящего размера. Молодые лягушки растут быстро и могут достичь зрелости в 5—7 месяцев.

## Распространение
Встречается в первичных низинных лесах штата Пара, Бразилия.

## Тенденции и угрозы
Этот вид не занесён в Красную книгу, но недостаточно данных, чтобы проверить размер популяции. Чрезмерная торговля животными, разрушение мест обитания в результате вырубки лесов и сельского хозяйства могут привести к сокращению популяций.